# Bassin d'Arcachon et Cap Ferret
Bassin d'Arcachon et Cap Ferret este o arie protejată (sit de importanță comunitară — SCI) din Franța întinsă pe o suprafață de 22.639 ha, din care 93 % marine.

## Localizare
Centrul sitului Bassin d'Arcachon et Cap Ferret este situat la coordonatele 44°39′50″N 1°09′51″W / 44.66389°N 1.16417°V.

## Înființare
Situl Bassin d'Arcachon et Cap Ferret a fost declarat arie specială de conservare în baza directivei 92/43 din 1992 referitoare la conservarea habitatelor naturale și a faunei și florei sălbatice pentru a proteja 5 specii de animale.

## Biodiversitate
Situată în ecoregiunea atlantică, aria protejată conține 11 habitate naturale: Pășuni atlantice udate de apa mării (Glauco-Puccinellietalia maritimae), Dune împădurite din regiunile atlantică, continentală și boreală, Dune mobile de-a lungul țărmului cu Ammophila arenaria („dune albe”), Recifuri, Terase mlăștinoase și terase nisipoase neacoperite de apă la reflux, Lagune de coastă, Dune mobile cu vegetație embrionară, Bancuri de nisip acoperite în permanență slab de apă marină, Vegetație anuală la limita mareei, Salicornia și alte specii anuale care populează regiunile mlăștinoase și nisipoase, Pajiștile Spartina (Spartinion maritimae).
La baza desemnării sitului se află mai multe specii protejate:
- mamifere (4): vidră de râu (Lutra lutra), nurcă (Mustela lutreola), liliac cu urechi mari (Myotis bechsteinii), delfin mare (Tursiops truncatus)
- reptile (1): țestoasa de baltă (Emys orbicularis)

Pe lângă speciile protejate, pe teritoriul sitului au mai fost identificate 1 specie de păsări, 1 specie de nevertebrate, 3 specii de pești, 1 specie de reptile.